# Église de la Cour de Cetinje
L'église de la Cour de Ćipur (en serbe en écriture cyrillique : Дворска црква на Ћипуру ; Dvorska crkva na Cipuru) est une église orthodoxe serbe située dans le quartier de Ćipur à Cetinje, au Monténégro.

## Histoire
L'église est dédiée à la Nativité de Marie et est située sur le site historique de Ćipur dans le cœur historique de Cetinje, l'ancienne capitale du Royaume du Monténégro. Elle a été construite par le roi Nicolas Ier du Monténégro en 1890, à l'endroit où se trouvait autrefois un monastère construit au XVe siècle et dédié à la Mère de Dieu.
L'église a été déclarée monument du patrimoine culturel en 1961 et, en 2012, elle est devenue une partie du Musée d'histoire du Monténégro. En tant qu'unité monumentale, avec les vestiges archéologiques du complexe monastique de la famille noble Crnojević, elle est candidate au patrimoine mondial de l'UNESCO.
Les restes d'Ivan Crnojević, du roi Nikola, de la reine Milena et des princesses monténégrines Ksenija et Vjera sont enterrés dans l'église.